# ジェンティーレ・ダ・ファブリアーノ

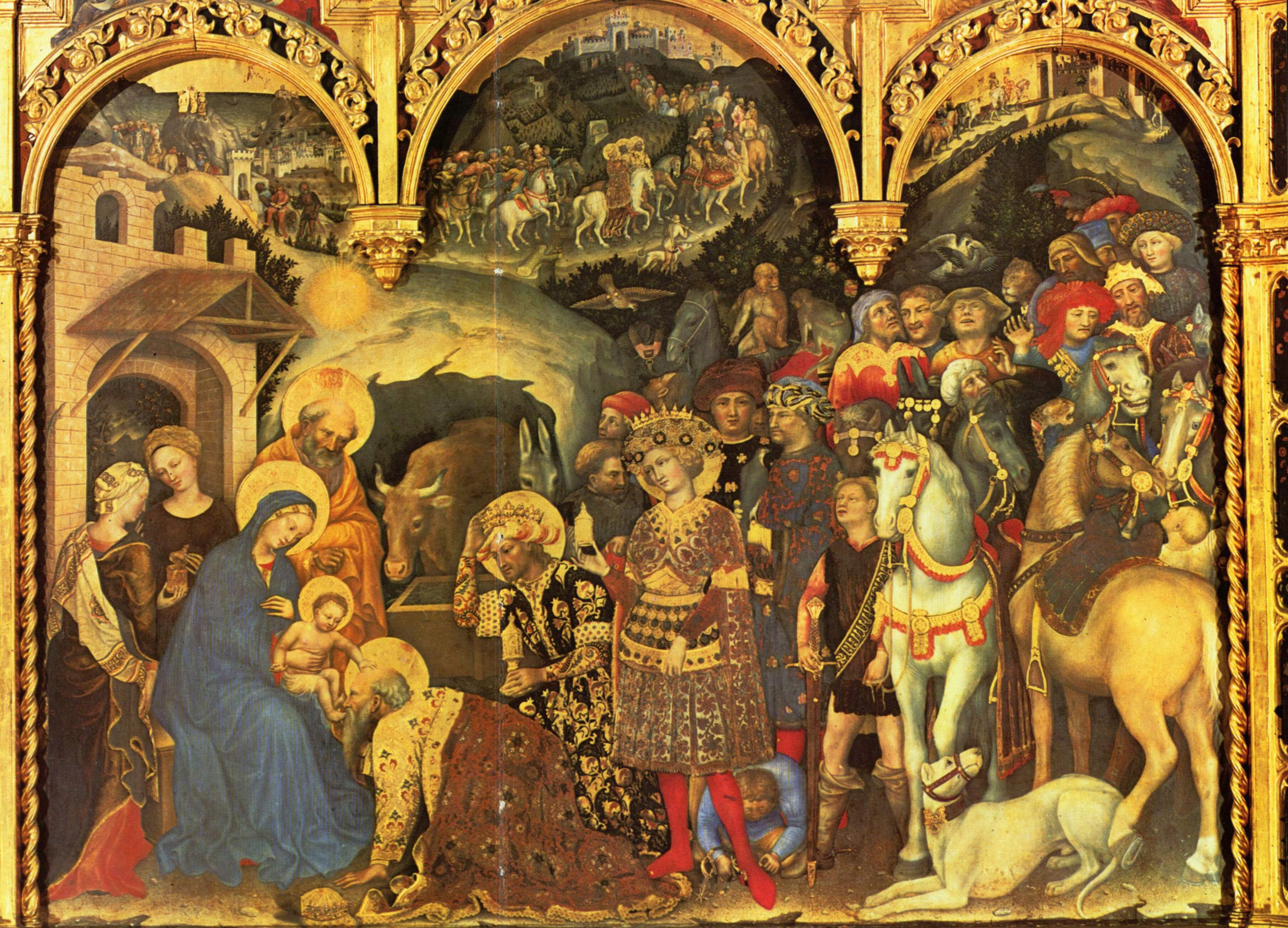
『東方三博士の礼拝』1423年、フィレンツェ、ウフィツィ美術館

ジェンティーレ・ダ・ファブリアーノ（Gentile da Fabriano、 1360年/1370年頃 - 1427年）はイタリア、ゴシック期にイタリア中部のファブリアーノで生まれ、イタリア各地で活躍した画家。国際ゴシック様式を代表する画家の一人とされる。
ゴシックの時代の末期にあたる14世紀に、イタリア・シエナ派のシモーネ・マルティ―ニが、一時的に教皇庁のあったフランスのアヴィニョンに移ったことから、アヴィニョン教皇庁からヨーロッパ中に共通した様式の絵画が流行するようになった。「国際ゴシック様式」と呼ばれるようになったこの様式は、優美な人体表現、金彩を含む華やかな色彩表現、衣服や草花などの細密表現を特色とする。ジェンティーレ・ダ・ファブリアーノは、イタリア各地を旅して、多くの板絵、フレスコ画などの作品を残し、国際ゴシック様式の伝播に貢献した。

## 略歴
イタリア中部のファブリアーノに生まれた。ファブリアーノの画家、アレグレット・ヌツィ(Allegretto Nuzi)の弟子であったと考えられている。ファブリアーノで活動した後、1409年からヴェネツィアのドゥカーレ宮殿で壁画を描いた。1414年から1419年の間はブレシアで働き、その後フィレンツェに移り、市民権を得て、1422年にフィレンツェの画家も加入する職業組合(Arte dei Medici e Speziali)に入会した。ダ・ファブリアーノの作品はマソリーノやフラ・アンジェリコ、マサッチオといった同時代の画家たちに注目された。1425年から1428年はシエーナで働き、オルヴィエートで祭壇画を制作した後、ローマで働いた。代表作は現在はウフィツィ美術館に収蔵されている『東方三博士の礼拝』である。フィレンツェのサンタ・トリニータ教会のために1423年に制作された。
多くの画家に影響を与えており、ピサネロとヤーコポ・ベッリーニはダ・ファブリアーノの助手を務めた。
代表作のテンペラ画、『東方三博士の礼拝』は、豊富に使用された金彩と、人物の東方風の衣服に見られる華麗な細部表現が国際ゴシック様式の特徴をよく示している。この作品は、合理的な遠近法を欠いてはいるものの、平面的に重ね合わされた情景を緻密に再現することで魅力的な空間を生み出している。

## 主要作品
- 二人の聖人と寄進者のいる聖母子、1395-1400年頃、絵画館 (ベルリン)
- ヴァッレ・ロミータの多翼祭壇画、1410-1412年頃、ブレラ美術館
- 謙遜の聖母、1420から1423年頃、サン・マッテオ国立美術館
- 東方三博士の礼拝、1423年、ウフィツィ美術館
- 聖ユリアヌスと聖ラウレンティウスのいる聖母子、1423年から1425年頃、フリック・コレクション